# Louis André (homme politique)
Pour les articles homonymes, voir Louis André et André.
Louis André, né le 6 janvier 1891 à Douai (Nord) et mort le 24 juillet 1978 à Neuilly-sur-Seine (Hauts-de-Seine), est un homme politique français.

## Détail des fonctions et des mandats
Mandats locaux
- 1926 - 1936 : Conseiller municipal de Meuvaines
- 1936 - 1965 : Maire de Meuvaines
- 1945 - 1964 : Conseiller général du canton de Ryes

Mandats parlementaires
- 7 novembre 1948 - 26 avril 1959 : Sénateur du Calvados
- 26 avril 1959 - 1er octobre 1971 : Sénateur du Calvados